# Francesco da Rimini
Francesco da Rimini (fl. XIV secolo) è stato un pittore italiano, documentato nella prima metà del Trecento. L'attività di questo maestro, appartenente alla scuola riminese di ispirazione giottesca, si svolse prevalentemente a Bologna.
L'attuale critica, accogliendo l'ipotesi di Boskovits, è propensa ad attribuire a Francesco da Rimini le opere del cosiddetto Maestro di Verucchio.

## Vita e opere
La critica moderna tende a identificare Francesco da Rimini con il pittore "Franciscino" documentato tra il 1313 e il 1321 a Bologna dove realizzava affreschi nell'abside della chiesa di San Francesco. La sua firma (Franciscus Ariminensis), ora perduta, si leggeva ancora nel XVIII secolo negli affreschi del refettorio della stessa chiesa francescana bolognese. Da questi affreschi, parzialmente conservati e restaurati, è stata ricostruita la vicenda artistica di questo pittore.
L'importanza della committenza (i francescani di Bologna), la vastità degli interventi (nella chiesa e nel refettorio) e la precocità della sua presenza a Bologna (già dal 1313), fanno di Francesco il primo innovatore della pittura gotica in città. Giunse a Bologna probabilmente dopo aver collaborato con Giotto al perduto ciclo di affreschi del San Francesco di Rimini (1300 circa), al quale dovette ispirarsi per i lavori a Bologna.
Si conservano nella chiesa bolognese gli affreschi staccati con Storie della vita di Cristo ed Episodi della vita di san Francesco.
Da un atto notarile del 4 ottobre 1348 Francesco da Rimini risulta essere già morto e da un successivo documento figura essere stato sepolto con il fratello Zantarino, anch'egli pittore, nella chiesa di San Francesco a Rimini.